# Escut de Tibi
L'escut de Tibi és un símbol representatiu oficial de Tibi, municipi del País Valencià, a la comarca de l'Alcoià. Té el següent blasonament:
| « | Escut caironat: d'or, quatre pals de gules. Timbrat de corona reial oberta i somat d'una creu grega trevolada, d'or, radiant. | » |

## Història

Escut amb les sigles que utilitza l'Ajuntament.

Es tracta d'un escut històric d'ús immemorial, rehabilitat mitjançant la Resolució de 24 de novembre de 2003, del conseller de Justícia i Administracions Públiques, publicada en el DOGV núm. 4648, d'11 de desembre de 2003.
La vila fou conquerida per Jaume I el 1240, i des de llavors va formar part del Regne de València, les armes del qual ha ostentat tradicionalment a l'escut. L'Ajuntament continua incloent a l'escut les lletres M, N, F, L, inicials de «Molt noble, fidel i lleial», concedides per privilegi de Felip V en recompensa per haver estat fidel a la casa borbònica durant la guerra de Successió.